# バークとヘア連続殺人事件

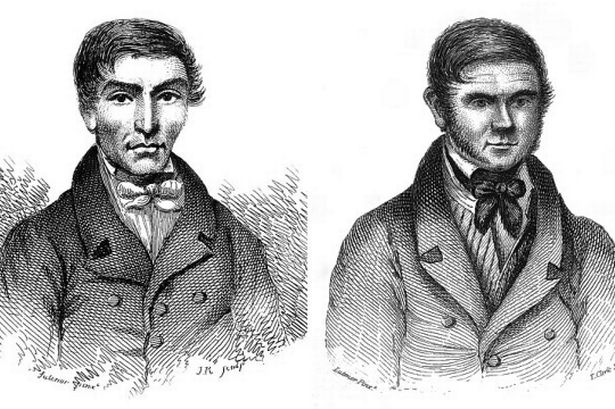
ヘア（左）とバーク

バークとヘア連続殺人事件（バークとヘアれんぞくさつじんじけん、時にウェストポート連続殺人事件とも呼ばれる）は、イギリス、スコットランドのエディンバラで1827年から1828年にかけて起こった事件。犯人のウイリアム・バーク（1792-1829）とウイリアム・ヘア（生没年不詳）は17人の被害者の死体を解剖用にエディンバラ医学校に売った。彼らの上客はロバート・ノックス医師だった。
彼らの共犯者はバークの愛人ヘレン・マクドゥガルとヘアの妻マーガレット・ヘアであった。

## 歴史的背景
1832年以前、イギリスの医学校では解剖学の教育と研究用に合法的に得られる死体の供給が不足していた。19世紀になり医学が進歩するにつれ需要は急増したが、合法的な供給（刑死者）は暗黒時代のいわゆる血の法典が改正されたため18世紀に比べ減っており、手段を問わない犯罪者集団がここにつけ込み、死体泥棒（死体盗掘者とも呼ばれた）が横行するようになる。このため社会に異様な恐怖と嫌悪感をもたらしていた。

## 連続殺人
1827年までバークとその情婦ヘレン・マクドゥガルは、ヘアがエディンバラに営む下宿屋に間借りするごく普通の下宿人だった。以前同じ職場ユニオン運河（en:Union Canal）で働いたときに面識があったか否かは不明である。ヘアの後の証言によると最初に売った死体は彼に家賃4ポンドを滞納したまま死んだ年老いた退役年金受給者だった。2人は1827年11月に棺桶から死体を盗み出しエディンバラ医学校に7ポンドで売った。これが彼らのエディンバラきっての解剖学教師ロバート・ノックス博士との出会いとなった。
バークとヘアの次の被害者は病弱な下宿人、粉引きのジョセフだった。2人は彼にウイスキーをどんどん勧めた後、窒息死させた。他に病気がちな下宿人はいなかったので、町に獲物を探しに行くことに決めた。1828年2月には年金生活者のアビゲイル・シンプソンを帰省の前日一晩中飲みに誘い、ジョセフと同じ手口で殺した。死体は新しかったので15ポンド貰えた。
ヘアの妻マーガレットは女性を居酒屋に誘い込み、無理に酒を飲ませた後で夫を呼んだ。次にバークは娼婦のメリー・パターソンとジャネット・ブラウンを連れ込んだ。しかしブラウンはバークとマクドゥガルが口論をしているときに席を外した。彼女が戻るとパターソンはバークと一緒に出かけたと告げられた。翌朝、医学生の数人には死んだ娼婦が誰であるか分かった。おそらくパターソンの世話になったことがあったのだろう。
次の被害者は、バークの知り合いのエフィーという乞食女であった。バークは警察から知り合いであると言って彼女を引き取った。1時間後には医学校に死体が届けられ10ポンドが支払われた。
次の被害者2人は老女と耳が聞こえない少年だった。バークとヘアは少年については口論したが、結局バークが骨の折れる仕事を片付け、それぞれ8ポンドで売り払った。続く2人はバークの知り合いオストレー夫人とマクドゥガルの親戚アン・マクドゥガルだった。
続いてヘアは老娼婦メリー・ハルダンに接触した。娘のペギーが母の行方を探したが、結局彼女も母親に続き医学校の解剖台の上に横たわることになった。しかしメリー・ハルダンは近所でよく知られていたのでこの失踪は知られずには済まなかった。
次の被害者はもっと有名だった。殺害当時18歳の「ダフト・ジャミー（愚かなジャミー）」と呼ばれる足が不自由な精神障害の若者だった。彼は抵抗したので2人がかりで殺した。少年の母親が息子の行方を探し始めた。翌朝ノックス博士が死体に被せられた覆いを取ったとき、何人かの医学生はそれがジャミーと気付いた。学生に死体を見せた後ノックスは頭部と足を切断した。ノックスはこれがジャミーであることを否定したが、顔から解剖を始めなければならないのは明らかであった。
最後の被害者はマジョリー・キャンベル・ドチャーティ（訳注スコットランドには多い名）だった。バークは自分の母親もドチャーティだといい下宿屋に誘い込んだ。しかし、ジェイムスとアン・グレイが同室していたので待つ必要があった。その夜グレイ夫妻が出かけた後、近所の人たちは争う音を聞いた。

## 発覚
次の日、アン・グレイは自分のベッドに忘れたストッキングを取りに行かせてもらえなかったためバークに疑いの目を向けた。夫妻だけになったその日の午後ベッドを確認しに行くと、その下にドチャーティの死体があった。彼らが警察に知らせにいく途中にマクドゥガルに出くわした。彼は週10ポンドで手を打とうと買収を試みたが断られた。
マクドゥガルとマーガレット・ヘアは連れ合いに警告し、バークとヘアは警察が到着する前に死体を運び出した。しかし職務質問の中でドチャーティが帰った時間をバークは午前7時、マクドゥガルは夕刻と主張したため警察は彼らを逮捕した。匿名の内密の情報から警察はノックスの教室へ向かいドチャーティの死体を見つけた。ジェイムス・グレイが死体がドチャーティ本人と確認した。マクドゥガルとマーガレット・ヘアもその後すぐに逮捕された。この連続殺人は18ヶ月続いた。
エディンバラの新聞が1828年11月6日に失踪記事を載せたとき、ジャネット・ブラウンはそれを聞きつけ警察へ行った。そこでメリー・パターソンの衣服を確認した。
2人の犯行の証拠が十分ではなかったため、スコットランド検事総長ウィリアム・レイ卿はヘアに犯行の自白とバークに不利な証言をさせることで彼に対する訴追を免除した。その証言によってバークは1828年12月に死刑となり、絞首刑のあと彼の被害者と同じ運命、すなわち医学生の解剖に供される道を辿った。ヘレン・マクドゥガルは殺人への共謀を証明出来ず釈放された。ロバート・ノックスは世論を騒がせたにもかかわらず死体の出どころについて知り得る立場になかったので訴追されなかった。
ヘレン・マクドゥガルは自宅へ戻ったが、怒れる群衆にリンチされた。イングランドへ逃亡したが噂は彼女について回った。オーストラリアへ行き1868年に死んだと伝えられる。マーガレット・ヘアはリンチから逃げるために、アイルランドへ行ったと伝えられるが、その後については未詳である。
1829年2月ヘアは釈放された。世間の話としてロンドンの路上で盲目の乞食をしていたとか、殴られて石灰鉱山に投げ込まれたなどあるが、どれも確認されたものではない。彼が最後に目撃されたのはイングランドのカーライルだった。
ロバート・ノックスはバークとヘアとのつき合いについて沈黙したが、彼に対する生徒の人気は落ちた。エディンバラ医学校の他の部署へ異動しようとしたが拒否された。ロンドンの癌病院へ移り、1862年に死んだ。
バークの皮膚は小冊子の装丁に使われた。この本は現在王立エディンバラ外科学校にある。彼の骨格標本はエディンバラ大学医学校の骨格資料室にある。

## 政治的影響
この殺人により医学教育の危機的状況が明らかになったため、1832年に解剖に関する法律の立法の流れとなった。この法律で合法的な医学用死体の供給を増したため、これに関わる犯罪行為の誘因が無くなった。この法律についてランセットの編者は以下のように述べている。

## 大衆文化への影響
この2人組の名前は、親が手に負えない子どもをしつけるために「（ブギーマンのように）バークとヘアがやってくる」と脅しに使われた。また次のように童謡として時代を超えて歌いつがれている。これは縄跳び歌（あるいは石蹴り歌）である。
ロバート・ルイス・スティーブンソンは1884年、短編作品「ボディ・スナッチャー」（英語版）で、本事件を説明しつつつ、本事件をモデルにした事件物語を発表した。
ラドヤード・キップリングの『少年キム』で登場人物のバブは有名な作家としてバークとヘアをあげている。多分これは、歴史家で議員のエドマンド・バークと旅行記作家のオーガスタス・ヘアを指しているのだろうが、この二つの名前が並べば、読者は当然2人のグールを想像することだろう。
この殺人の物語は、1948年に『バークとヘアの犯罪』（Crimes of Burke and Hare）として映画化されたが、全英映画検閲機構はこの歴史的事件の映画化はあまりにも穏やかでないと考え、バークとヘアの名を消すように要求した。そのためバークの名は ハート（Hart） に、ヘアは ムーア（Moore） に、そしてノックス医師はコックス医師 （Dr. Cox）と書き換えられアフレコし直した。タイトルも『強欲ウイリアム・ハート』（The Greed of William Hart）と改めて公開された。しかし、読唇術の心得のあるものには元の台詞は明らかであった。
1972年にはデレン・ネスヴィットがバークを演ずる『バークとヘア』（Burke and Hare） が製作された。1960年の映画『死体解剖記』（The Flesh and the Fiends）もピーター・カッシングがノックス、ドナルド・プレザンスがヘアと実名を使っている。翌1961年のアラステア・シムがノックス医師を演じた『解剖屋』（The Anatomist） でもバークとヘアの名前を使っている。バークとヘアはハマーホラーの1971年作品『ジキル博士とハイド嬢』（Dr Jekyll & Sister Hyde） にも登場している。
1985年にはフレディ・フランシス監督が『贖われた７ポンドの死体』（The Doctor and the Devils ）と題してこの事件を映画化している。ディラン・トマスの戯曲にもとづく本作では、ノックス医師はロック医師として登場、バークとヘアの名も変えられている。
エディンバラが拠点のオージーフットボールクラブ「ボディ・スナッチャーズ」のチーム名はバークとヘアのパロディーである。
Thief 2の熱狂的なファンが作ったファン・ミッション「セブン・シスターズ」にはノックス博士と2人の殺人鬼が登場する。このミッションをプレイする為にはゲーム本体のCDの他にファン・ミッション拡張プログラムDarkloaderの最新版が必要である。
スコットランドの作家イアン・ランキンはジョン・リーバス警部シリーズの『滝』（The Falls） でこの事件について記述している。
コリン・ベイカー、レスリー・フィリップス、デヴィッド・テナントらが出演するドクター・フーのオーディオドラマ版『医学の目的』（Medicinal Purposes） の本筋はこの連続殺人、特にメアリー・パターソンとダフト・ジャミーの事件に基づいている。
ワーナー・ブラザースの、ダフィ・ダック主演の短編作品「私の小さなデュケーロ」ではナスティ・カナスタがバークとヘアの著書『墓掘り人足の冗談の本』を読んでいる。